# Cœurs Vaillants
Cœurs Vaillants (franska: 'Modiga hjärtan') var en fransk serietidning startad 1928 och utgiven av Fleurus Presse. Den bytte 1963 namn till J2 Jeunes och 1970 till Formule 1. Tidningen, som lades ner 1981, tillhörde den katolska pressen.
Cœurs Vaillants publicerade Tintins äventyr som första tidning i Frankrike, och tidningen syntes serier som Sylvain et Suzette samt serier av Marijac och Cabu. Man hade från 1937 en systertidning vid namn Âmes Vaillantes, senare namnändrad till J2 Magazine och slutligen Djin; även den tidningen lades ner 1981.

## Historik

### Tidiga år
Cœurs Vaillants kom ut med sitt första rikstäckande nummer 8 december 1929, efter att man i ett års tid spritts som regional tidning med begränsad spridning. Utgivare var den franska katolska organisationen Union des œuvres catholiques de France (UOCF), och tidningen grundades på initiativ av de tre prästerna Gabriel Bard, Pierre Rougemont och Gaston Courtois. 1935 förstärktes de tre av Jean Pihan.
Tidningen kom ut med ett nummer i veckan och hade läsare i åldern 11 till 14 år som primär målgrupp. Den fungerade som en ungdomstidning kopplad till katolska kyrkans aktiviteter för ungdomar, inklusive via Action catholique des enfants (ACE), en organisation som fortfarande existerar.
1930 började den nya franskbelgiska äventyrsserien Tintins äventyr publiceras i tidningen. Till att börja med var tidningsredaktörerna brydda över hur de skulle göra med en serie utan text under serierutorna; sådan text var standard i dåtidens franska serier och exempelvis även i äldre svenska serier som Jocke, Nicke och Majken och Fridolf Celinder. Cœurs Vaillants-redaktionen lade därför till egen text under varje ruta, något som Hergé protesterade emot. Den franska tidningen gav till slut med sig och lät fortsätta serien utan undertexter. Man skötte fram till 1946 den franska utgivningen i tidning av Hergés serie.
Den franske serieskaparen Marijac syntes redan 1931 i Cœurs Vaillants, med sin första serie Jim Boum, chevalier du Far West. Tidningen var också den första publikationen där den då 12-årige skämtserieskaparen Cabu kom att synas.
1934 hade man, enligt egna uppgifter, 360 000 läsare.
1936 skapade Hergé en ny serie, efter önskemål från redaktören Courtois. Denne ville se en serie om riktiga barn, och med en riktig familj (till skillnad från Tintin, som varken var barn eller hade en familj). Resultatet blev Johan, Lotta och Jocko.
Förlaget bakom Cœurs Vaillants skapade 1938 systerpublikationen Âmes Vaillantes. Denna hade flickor som målgrupp och kompletterade Cœurs Vaillants, som i likhet med många av tidens serietidningar i första hand var inriktad på pojkar.

### Kriget och efterkrigstiden
Andra världskrigets utbrott medförde att utgivningen av Cœurs Vaillants förbjöds i den ockuperade zonen (åren 1940–1942). Den kom där att ersättas av det lilla seriehäftet Belles Histoires de Vaillance.
Utgivningen av Cœurs Vaillants fortsatte dock i Vichy-Frankrike, efter att en del av redaktionen flyttat till Clermont-Ferrand och därefter vidare till Lyon. I tidningen introducerades 1941 den nya franska serien Sylvain et Sylvette, skapade av serieskaparen Maurice Cuvillier. Serien fortsätte senare i tidningen Fripounet et Marisette.
1943 (när Tyskland utökat ockupation till hela Frankrike) arresterades fyra medlemmar av tidningsredaktionen. Tidningens utgivning fick dock lov att fortsätta.
I oktober 1945 skedde dock en tillfällig indragning av utgivningen av Cœurs Vaillants. Motsvarande drabbade de flesta andra tidningar som givits ut under den tyska ockupationen, och där efterkrigstidens nya makthavare ville försäkra sig om att utgivningen inte bedrivits av kollaboratörer. Det tillfälliga utgivningsstoppet ledde till att franska kommunistpartiet passade på att försöka ta läsare genom att byta namn på sin egen ungdomstidning Le Jeune Patriote; resultatet blev Vaillant, Le Jeune Patriote (senare namnbytt till Pif Gadget).
Under ovanstående utgivningsstopp – december 1945 till maj 1946 – "förpublicerades" Tintins äventyr i veckotidningen La Voix de l'Ouests ungdomsbilaga "Tintin et Milou". 1948 förlorade man definitivt förtursrätten till Tintins äventyr, när den nya serietidningen Tintin lanserades.
Under efterkrigstiden kom tidningsutgivningen att skötas av det katolska förlaget Fleurus.

### J2 Jeunes
1963 bytte tidningen namn, efter att man valt det mer modernt klingande J2 Jeunes. J i titeln refererade till jeudi (torsdag), tidningens utgivningsdag och en dag då franska skolbarn var lediga från skolan; de gick dock i skolan på lördagar. Den kompletta uttydningen av titeln skulle då vara Journal du Jeudi des Jeunes.

### Formule 1
Ett nytt namnbyte skedde 1971. Från J2 Jeunes bytte man till ytterligare ett helt orelaterat namn – Formule 1 (jämför Formel 1). Under 1970-talet publicerade man bland annat serier av italienaren Dino Battaglia, Dufossé, Denayer, Franck och Attanasio. Dessutom fanns reportage om olika ämnen och nyheter anpassade för en ungdomlig publik.
Tidningen lades ner 1981. I samma veva lades även systertidningen ner; den hade 1963 bytt namn till J2 Magazine och 1974 till Djin.